# Trhypochthonius sclerotrichus
Trhypochthonius sclerotrichus är en kvalsterart som beskrevs av Rainer Willmann 1923. Trhypochthonius sclerotrichus ingår i släktet Trhypochthonius och familjen Trhypochthoniidae. Inga underarter finns listade i Catalogue of Life.